# BLACKOUT
『BLACKOUT』（ブラックアウト）は、日本のバンド、the brilliant greenの5枚目のアルバムである。2010年9月15日にワーナーミュージック・ジャパンから発売。初回版と通常版あり。

## 解説
事務所・レーベル移籍および松井亮脱退後初のアルバム。オリジナルアルバムとしては、2002年12月発売の『THE WINTER ALBUM』以来約7年9ヶ月ぶりとなる。

## 収録曲

### CD
1. BLACKOUT
（作詞：Tomoko Kawase / 作曲・編曲：Shunsaku Okuda）
2. BLACK DARK NIGHT
（作詞：Tomoko Kawase / 作曲・編曲：Shunsaku Okuda）
3. I'm sick of this place
（作詞：Tomoko Kawase / 作曲・編曲：Shunsaku Okuda）
4. Talk to me
（作詞：Tomoko Kawase / 作曲・編曲：Shunsaku Okuda）
5. Blue Daisy
（作詞：Tomoko Kawase / 作曲・編曲：Shunsaku Okuda）
19thシングル
6. Break Free
（作詞：Tomoko Kawase / 作曲・編曲：Shunsaku Okuda）
7. Going Underground
（作詞：Tomoko Kawase / 作曲・編曲：Shunsaku Okuda）
8. WHIRLWIND
（作詞：Tomoko Kawase / 作曲・編曲：Shunsaku Okuda）
9. Spring Gate
（作詞：Tomoko Kawase / 作曲・編曲：Shunsaku Okuda）
18thシングルのカップリング曲
10. Song 2 (COVER)
（作詞・作曲：デーモン・アルバーン）
11. I Just Can't Breathe...
（作詞：Tomoko Kawase / 作曲・編曲：Shunsaku Okuda）
20thシングル
12. LIKE YESTERDAY
（作詞：Tomoko Kawase / 作曲・編曲：Shunsaku Okuda）
18thシングル。同作のみ松井在籍時の楽曲
13. BLUE SUNRISE
（作詞：Tomoko Kawase / 作曲・編曲：Shunsaku Okuda）
19thシングルのカップリング曲

### DVD
1. LIKE YESTERDAY (MUSIC VIDEO)
2. Blue Daisy (MUSIC VIDEO)
3. I Just Can't Breathe... (MUSIC VIDEO)
4. LIKE YESTERDAY (MAKING MOVIE)
5. Blue Daisy (MAKING MOVIE)
6. I Just Can't Breathe... (MAKING MOVIE)

## 参加ミュージシャン
- 川瀬智子：Vocal, Chorus
- 奥田俊作：Guitar, Bass, 全楽器演奏 (5.13)
- 松井亮：Guitar (12)
- 伊藤隆博：Keyboards, Strings Arrangement (12)
- 弦一徹ストリングス：Strings (12)
- 佐野康夫：Drums (1～4.6～10.12)